# 脉冲形成网络

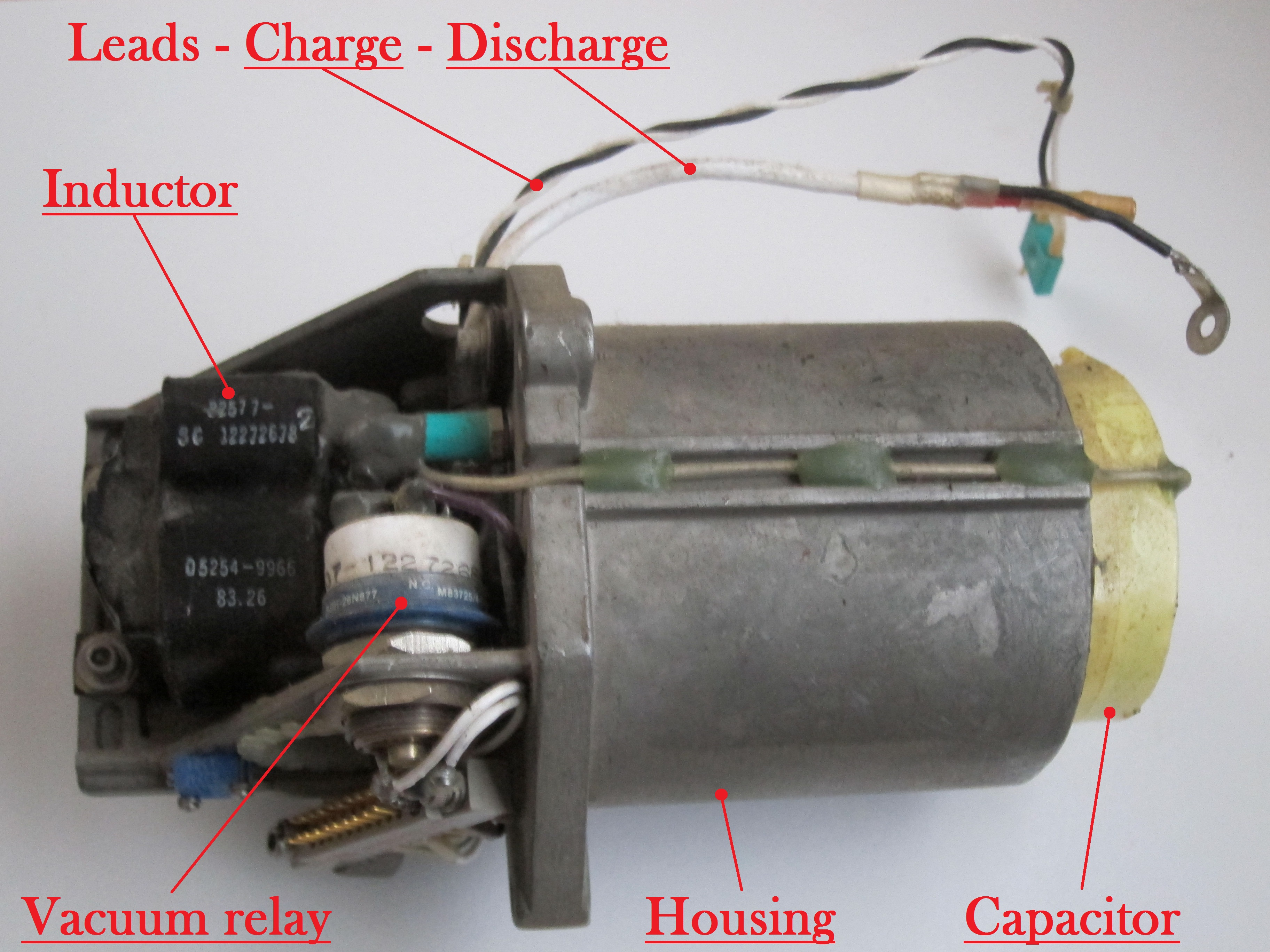
一个用于Nd:YAG激光测距仪的脉冲形成网络

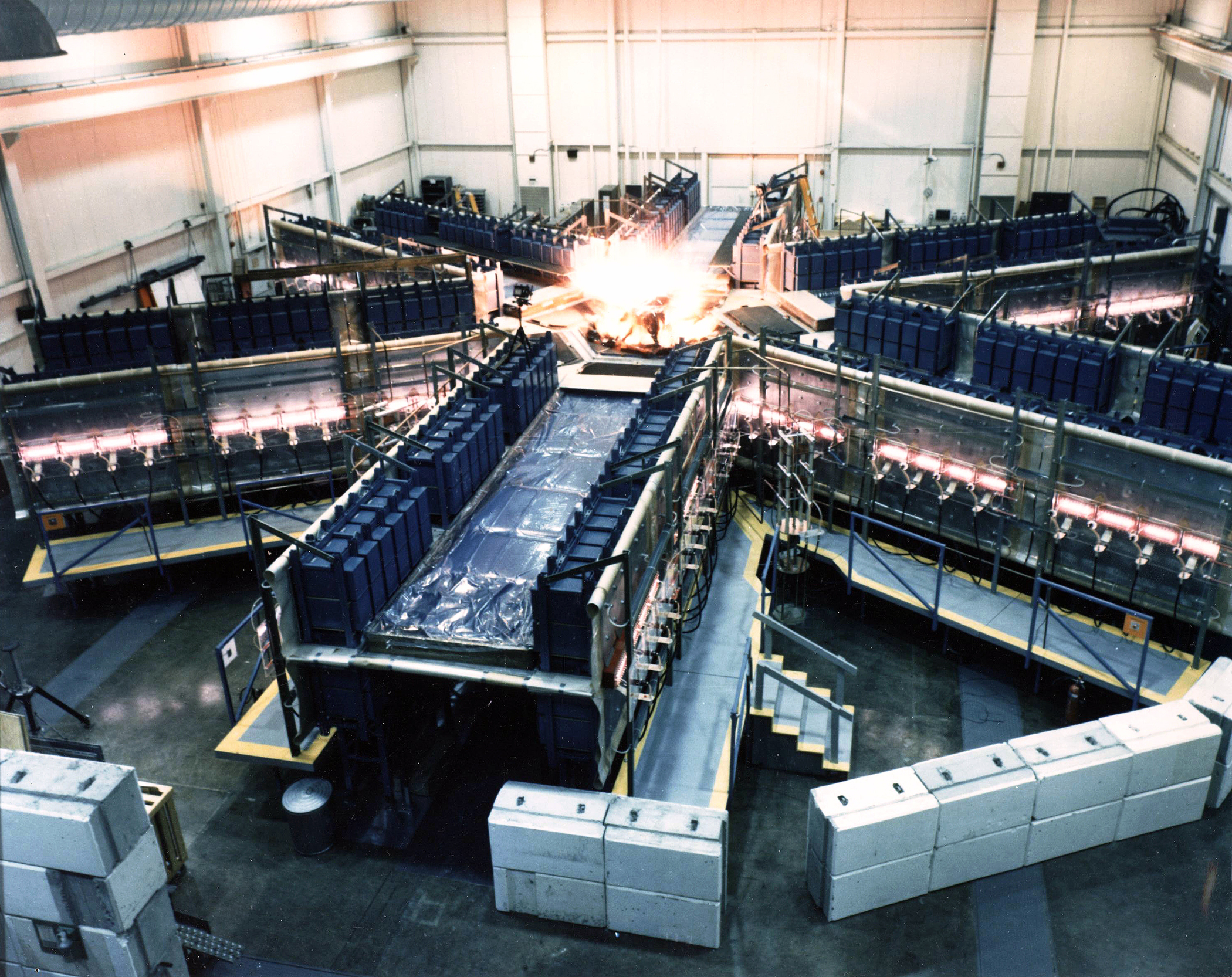
位于美国空军研究实验室的Shiva Star设备，可为核聚变实验提供脉冲功率。由6个径向排列的脉冲形成线向中心提供能量脉冲。其电容总共存储10MJ的能量，可以产生120kV和6兆安的微秒级脉冲。

脉冲形成网络（pulse-forming network，PFN）是一种电路。它使用比较长的时间积累电能，然后在相对短的时间里，以类似方波的形式，向负载释放电能。常用于各种脉冲功率应用。在PFN中，电容器，电感元件和传输线等储能部件，通过高压电源进行充电，然后通过高压開關 （例如火花間隙或氢闸流管）将能量快速释放到到负载中。重复频率可以从单脉冲到100kHz 。PFN可以产生精确的纳秒级电脉冲，为脉冲激光器，粒子加速器，闪光灯，雷达中的速调管、磁控管等高压设备提供动力。

## 实作
PFN包括一系列的电容和电感。这些成分相互连接成为一个“阶梯网络”，其行为类似于一根传输线。电能最初储存在电容中。当PFN放电时，电容按特定的顺序放电，产生一个近似方形的脉冲。 脉冲通过传输线传递至负载处。 PFN必须和负载实现阻抗匹配，以防止能源反射回PFN。

## 传输线型PFN

简单的充电传输线型脉冲形成网络

一根长传输线可以作为脉冲形成网络。 它可以在负载处产生近似平顶的脉冲。